# Albergínies al forn
Les albergínies al forn és un plat típic de Menorca. Aquesta albergínia, més petita, s'ha de coure al forn amb galeta picada, amb all i julivert picat. A la cuina de Menorca hi trobarem, explícits d'una manera minuciosa, senzilla i entenedora les millors receptes de l'illa de Menorca.

## Ingredients
- Albergínies
- Ceba
- Pebre verd
- All
- Tomàtigues
- Ous
- Pa ratllat
- Oli
- Sal
- Llet
- Julivert

## Elaboració
Tallar les albergínies en dos mitjos i posar a bullir. Mentrestant, preparar un sofregit amb la resta dels ingredients. Quan les albergínies ja estiguin bullides, s'ha de treure la part interior i mesclar-la amb el sofregit. Col·locar la mescla dins les albergínies i tirar al damunt un poc de pa ratllat. Deixar coure dins del forn fins que la part superior es comenci a torrar.